# Earth Departure Stage
Earth Departure Stage (EDS) – górny stopień rakiety Ares  V. W przeciwieństwie do stopnia S-IVB rakiety Saturn V, EDS, z uwagi na jego duże rozmiary w porównaniu z lądownikiem LEM, miał wynosić na orbitę jedynie lądownik księżycowy LSAM Altair. CEV Orion miał być natomiast wyniesiony na orbitę osobno rakietą Ares I i podłączony do kompleksu "EDS-LSAM", który później planowano skierować na trajektorię translunarną silnikami EDS. EDS stanowił element programu Constellation, który został przerwany w 2010 roku. Rok później zadecydowano o użyciu członu EDS jako drugiego stopnia rakiet Space Launch System, które zastąpią wycofane w lipcu 2011 promy kosmiczne.

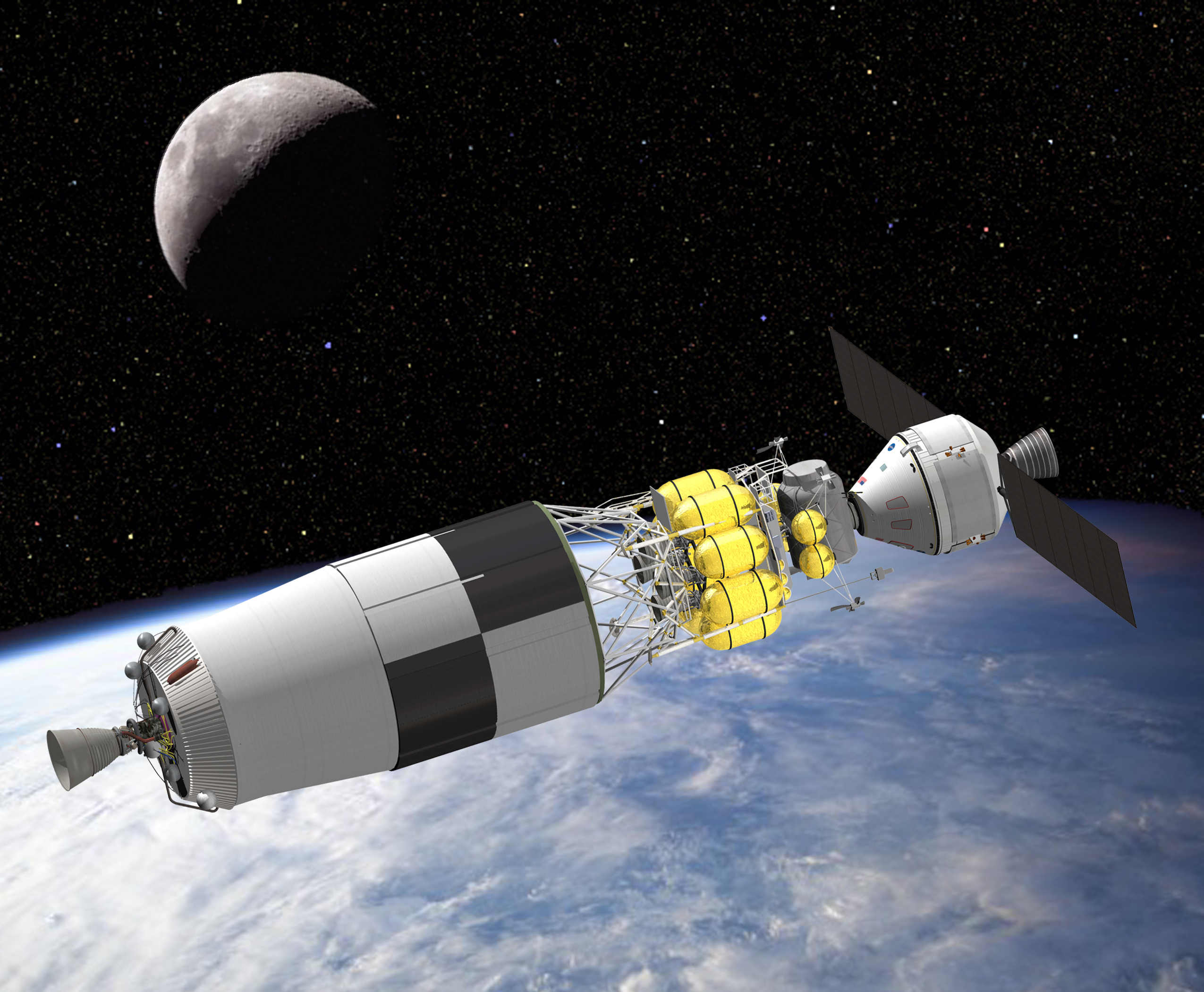
Earth Departure Stage połączony z LSAM i CEV